# La più bella canzone d'amore che c'è
La più bella canzone d'amore che c'è è il secondo singolo estratto dall'album Dolcenera nel Paese delle Meraviglie della cantante italiana Dolcenera.

## La canzone
Il brano è stato scritto da Dolcenera, Roberto Pacco e Lorenzo Imerico. Con questi stessi autori Dolcenera aveva in precedenza collaborato per il brano Com'è straordinaria la vita.
Dolcenera ha dichiarato di aver scritto il brano in maniera molto impulsiva, durante uno dei periodi più difficili della sua vita.
Parlando del contenuto del brano, l'artista salentina ha dichiarato: al centro del testo «c'è il dolore della mia ricerca personale». La cantante ha anche aggiunto: «quando ho scritto la canzone mi sono accorta di aver finito di cercarmi».
Il titolo della canzone non allude perciò ad una dichiarazione d'amore verso un'altra persona: Dolcenera ha infatti dichiarato di aver voluto dedicare a sé stessa le parole della canzone, cercando così di «coccolarsi» per superare il proprio momento di difficoltà. Il brano è però dedicato anche «a tutte le persone che si trovano in un momento di difficoltà», e alle quali l'artista cerca di suggerire di smettere di guardare ai propri difetti e rendersi conto di quelli che sono i propri pregi, perché ognuno è a suo modo speciale: «alla fine riscopri che la cosa più bella è dentro di te, malgrado le sconfitte personali».
Per quanto riguarda le sonorità, il brano risulta essere molto più melodico rispetto al precedente singolo Il mio amore unico, e ricalca lo stile tipico del pop italiano.

## Tracce
1. La più bella canzone d'amore che c'è – 4:22 (Dolcenera, Lorenzo Imerico, Roberto Pacco)

## Il concorsoCoca Cola Live @ MTV - The Summer Song
La canzone partecipa alla competizione Coca-Cola Live @ MTV - The Summer Song, indetta dalla nota emittente televisiva nell'estate 2009, ma non riesce a rientrare nella rosa dei 14 finalisti. Il brano viene comunque inserito nella compilation relativa alla manifestazione, intitolata MTV Summer Song.

## Il videoclip
Il video è stato girato a Verona, per la regia di Gaetano Morbioli (così come il precedente video, per la canzone Il mio amore unico). Nel video Dolcenera aleggia come una fata attorno alle storie di tre bambine che giocano e che crescono perseguendo le loro passioni ed ambizioni: il tennis, la musica e l'università. Nel finale del video le tre storie si incontrano nuovamente, rivelando che sono in realtà solo tre diversi aspetti autobiografici della vita della cantante, come da lei stesso confermato in un'intervista.
Il video è stato ispirato dal film Io non sono qui, che racconta la vita del noto cantautore Bob Dylan.

## Premi e riconoscimenti
- 2009: Premio Videoclip Italiano nella categoria Donne.[9]